# Longnes (Yvelines)
Longnes ist eine französische Gemeinde mit 1.582 Einwohnern (Stand: 1. Januar 2022) im Département Yvelines in der Region Île-de-France. Sie gehört zum Arrondissement Mantes-la-Jolie und zum Kanton Bonnières-sur-Seine (bis 2015: Kanton Houdan). Die Einwohner werden Longnais genannt.

## Geographie
Longnes liegt etwa 55 Kilometer westnordwestlich von Paris. Umgeben wird Longnes von den Nachbargemeinden Neauphlette im Norden und Westen, Ménerville im Norden, Le Tertre-Saint-Denis im Nordosten, Dammartin-en-Serve im Osten, Flins-Neuve-Église im Süden, Mondreville im Südwesten sowie Gilles im Westen und Südwesten.

## Bevölkerungsentwicklung
| Jahr                      | 1962 | 1968 | 1975 | 1982 | 1990 | 1999 | 2006 | 2013 |
| Einwohner                 | 617  | 624  | 682  | 910  | 1220 | 1360 | 1430 | 1456 |
| Quelle: Cassini und INSEE |      |      |      |      |      |      |      |      |

## Sehenswürdigkeiten
Siehe auch: Liste der Monuments historiques in Longnes (Yvelines)

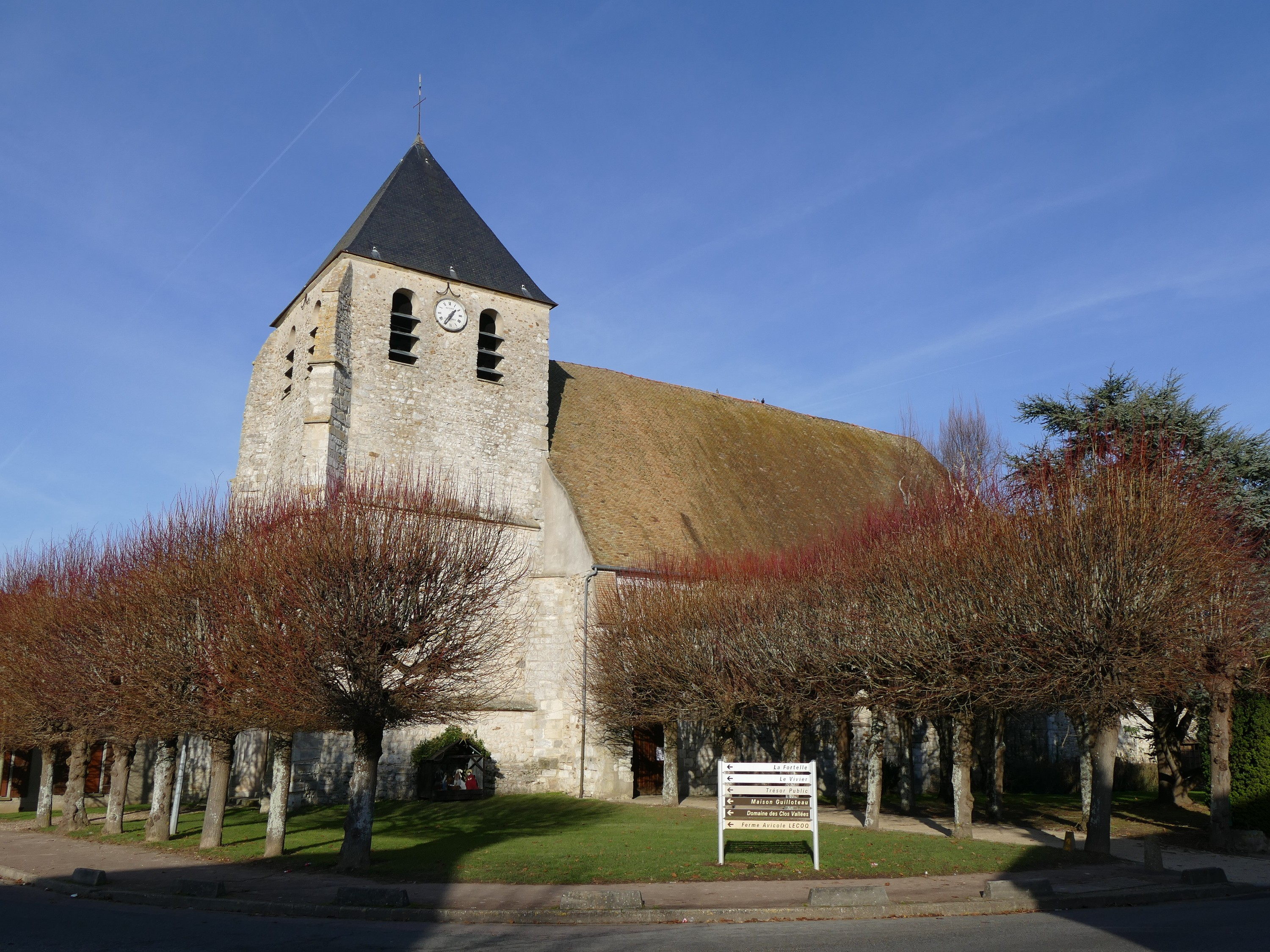
Kirche Saint-Pierre

- Kirche Saint-Pierre